# Baicsi János
Baicsi (Bajcsy, Bajtsy) János (1742 körül – Komárom, 1798. január 11.) alispán, költő.

## Élete
Atyja Baicsi József, Althan püspök jószágainak igazgatója volt. Középiskoláit Budán és Nagyszombatban végezte, majd Pesten és Egerben jogot hallgatott. 1772. október 2-án választották főszolgabíróvá Komárom megyében. 1781. július 9-én főjegyzőnek, 1790. március 18-án első alispánnak választották, e hivatalt négy évig viselte. Elhunyt 1798-ban, 56 éves korában.

## Munkái
1. Cels. ac rev. principi dno Francisco e com. Barkóczy de Szala ecclesiae metropol. Strigoniensis acrhiepiscopo. Pestini, 1761. (Költemény.)
2. Carmen luculentum Christinae archiduci et Alberto duci Saxoniae Vaczium tertio ingredientibus oblatum. Budae, 1766.
3. Carmina sen. Joannis Baicsy pro re nata sub regni comitiis nata. Comaromii, 1791. (A nádor érdemeit magasztaló versek.)
4. Ode ad transmigrantem Comaromio adm. rev. clar. dnum Davidem Perlaki anno 1793. Uo. (1793).
5. Bregaetias sive poëma in memoriam praesulum Jaurinensium. Uo. 1794. Ezt követik: Elegia in obitum Leopoldi II. es Applausus ad vatem Bregaetiados auctorem.
6. Ad seren. principem regium archiducem Austriae d. d. Josephum Antonium, locumtenentem regium in Hungaria. Uo. 1795.
7. Epigrammatum libri II. Uo. 1795.
8. Epigrammatum liber III. cui accedunt selecta e miscellaneis. Uo. 1796.